# 泣いてもいいんだよ
「泣いてもいいんだよ」（ないてもいいんだよ）は、2014年5月8日に発売されたももいろクローバーZの11枚目のシングル。

## 収録曲解説

### 泣いてもいいんだよ
作詞・作曲：中島みゆき / 編曲：瀬尾一三
歌詞・動画 - 歌ネット
グループとして初めて、オリコン週間シングルランキングで1位を獲得した。この曲を手がけた中島みゆきは、他アーティストへの提供曲が5つの年代にわたって1位を獲得したことになる（1970年代：「あばよ」（研ナオコ）、1980年代：「FU-JI-TSU」（工藤静香）、1990年代：「慟哭」（工藤静香）、2000年代：「宙船」（TOKIO）、2010年代：本作）。
リーダーの百田夏菜子は「普段、誰だって嫌なことやつらいことがあるけど、そういうときに我慢して気持ちがモヤモヤしちゃうぐらいだったら、涙を流してスッキリさせて前に向かってもいいんじゃないかっていう曲」だと語っており、高城れには「メッセージ性が強いし、今、現代に伝えるべき歌」としている。また、作詞アナリストの伊藤涼は「まるで記憶にねじ込んでくるようにグルグルと反復される歌詞とメロディーは“メリーゴーランド”、それでも決して飽きさせないところが秀逸」と評した。
映画『悪夢ちゃん The 夢ovie』主題歌。発売前のプロモーションとして「逃げ道のない闘いの日々に疲れたあなたへ」と記載されたポケットティッシュが全国の主要都市で配られ、そこに書かれた番号に電話をすると発売前にフル音源を聞くことができた。
福岡ソフトバンクホークス・柳田悠岐の登場曲や大宮アルディージャの応援チャントに、この曲が採用された。

#### カバー
- 中島みゆきによるセルフカバー[9]
  - シングル「麦の唄」カップリング（2014年10月29日）
  - ベストアルバム『前途』（2016年11月16日）
  - ベストアルバム『ここにいるよ』（2020年12月2日）
- たんこぶちん - 複数のアルバムにカバーを収録[10]。

### 堂々平和宣言
作詞：鎮座DOPENESS / 作曲・編曲：MICHEL☆PUNCH・KEIZOmachine! from HIFANA・EVISBEATS
歌詞・動画 - 歌ネット
ラップのフリースタイル大会『ULTIMATE MC BATTLE』でも優勝経験のある、鎮座DOPENESSが作詞・総合プロデュースを手がけた。レコーディングの際にも立ち合いレクチャーをしている。映画『偉大なる、しゅららぼん』主題歌。

### My Dear Fellow
作詞：前田たかひろ / 作曲：しほり / 編曲：橋本由香利
歌詞・動画 - 歌ネット
2014年のニューヨーク・ヤンキースのホームゲームにおいて、田中将大投手の登場曲として使われた。My Dear Fellowとは英語での呼びかけで「親愛なる仲間へ」を意味する。この曲は田中のために作られたもので、ヤンキー・スタジアムでの初登板の際に初披露された（それまでは日本でも楽曲の存在が公開されていなかった）。このことは複数の現地メディアでも紹介され、『ニューヨーク・ポスト』は「これまでここで流れた、ほかのいかなる曲とも違う」「自分専用の曲を引っさげてこの街に来る人なんて、他に誰がいるだろうか？」と取り上げた。また、サビは2種類用意されていた中から、田中がシンプルなメロディーラインのものを選んだ。
『第65回NHK紅白歌合戦』（2014年）に出場した際に歌われ、ゲストで登場の田中将大が曲紹介を行った。衣装はメンバーの発案により、真っ白の生地にファン1万人が各メンバーカラーでメッセージを重ね書きしていき、そのインクだけで染め上げられたものが用意された。しかし本番前日になり、有安杏果がインフルエンザによる出場辞退を発表する事態となった。最年長の高城れには、ブログで「全員参加で有安を笑顔に」したいと表明。有安の着るはずであった緑の衣装は切り分けられ、出場するメンバー衣装にその一部として縫い付けられた。そして全員が緑のネイルアートをして出場、フォーメーションを変えず1人分のポジションを空けたままパフォーマンスを行い、有安のお面を手に踊る場面もあった。リーダーの百田夏菜子は出演後、「やっぱり5人で出るのが一番」としながらも「テレビの前で喜んでくれたと思う」と語った。また、事前にライブで収録した9万人のファン（モノノフ）によるコーラス音源をバックに歌うパートが盛り込まれ、「My Dear Fellow with Mononofu JAPAN」という曲名での披露となった。
2021年には、「My Dear Fellow -ZZ ver.-（ダブルゼータ バージョン）」を、有安杏果卒業後の4人バージョンとして制作。アルバム『田中将大』に収録された。

## 参加ミュージシャン
泣いてもいいんだよ
- キーボード & プログラミング：小林信吾
- ベース：FIRE
- ドラム：山木秀夫
- ギター：古川望
- テナー・サックス：中村哲
- ストリングス：弦一徹ストリングス

堂々平和宣言
- トラック・プロデュース：MICHEL☆PUNCH (PUNCH & MIGHTY / BREMEN)・KEIZOmachine! from HIFANA・EVISBEATS

My Dear Fellow
- プログラミング：橋本由香利
- ギター：西川進
- ストリングス：今野均ストリングス

## トラックリスト

### 初回限定盤
1. 泣いてもいいんだよ [5:07]
2. 堂々平和宣言 [3:44]
3. 泣いてもいいんだよ（off vocal ver.）
4. 堂々平和宣言（off vocal ver.）

DVD：泣いてもいいんだよ（ミュージック・ビデオ）

### 通常盤
1. 泣いてもいいんだよ
2. 堂々平和宣言
3. My Dear Fellow [4:12]
4. 泣いてもいいんだよ（off vocal ver.）
5. 堂々平和宣言（off vocal ver.）
6. My Dear Fellow（off vocal ver.）